# Sylvia Stierstorfer
Sylvia Stierstorfer (* 22. Februar 1963 in Regensburg) ist eine bayerische Politikerin (CSU). Von 2003 bis 2023 war sie Abgeordnete des Bayerischen Landtags und von 2018 bis 2023 Beauftragte der Bayerischen Staatsregierung für Aussiedler und Vertriebene.

## Ausbildung und Beruf
Sylvia Stierstorfer besuchte von 1975 bis 1979 die Klosterschule der Armen Schulschwestern Niedermünster Regensburg und machte 1979 bis 1982 eine Ausbildung zur Bankkauffrau. Danach arbeitete sie als Kundenberaterin der Sparkasse Neutraubling.
Sylvia Stierstorfer ist römisch-katholisch, verheiratet und Mutter eines Kindes.

## Politik
Sylvia Stierstorfer war seit 1978 Mitglied der Jungen Union und war 1983 stellvertretende Kreisvorsitzende der JU-Regensburg Land. 1986 trat sie auch der CSU bei und wurde dort 1994 stellvertretende CSU-Kreisvorsitzende Landkreis Regensburg und 1997 Vorstandsmitglied des CSU-Bezirksverbands Oberpfalz. In der Frauen-Union ist sie seit 1995 Kreisvorsitzende, seit 1995 stellvertretende Bezirksvorsitzende Oberpfalz und seit 1998 Landesvorstandsmitglied. Von 2007 bis 2009 und von 2011 bis 2023 gehörte sie dem Parteivorstand der CSU an.
1990 wurde sie als Gemeinderätin in der Gemeinde Pfatter gewählt und war von 1996 bis 2008 3. Bürgermeisterin in der Gemeinde Pfatter. Seit 1990 ist sie Kreisrätin im Landkreis Regensburg und war von 2002 bis Juni 2004 stellvertretende Landrätin im Landkreis Regensburg.
Ab dem 6. Oktober 2003 war Sylvia Stierstorfer Mitglied des Bayerischen Landtags für den Stimmkreis Regensburg-Land. In der Legislaturperiode 2013–2018 war sie Vorsitzende des Ausschusses für Eingaben und Beschwerden und Schriftführerin im Landtagspräsidium. Nach der Landtagswahl 2018 gehörte sie dem Ausschuss für Arbeit, Soziales, Jugend und Familie an. Von 2003 bis 2018 war sie Mitglied im Landessportbeirats. Des Weiteren war sie seit Oktober 2015 Vorsitzende des Maßregelvollzugsbeirates Klinik für Forensische Psychiatrie und Psychotherapie am Bezirkskrankenhaus Parsberg.
Innerhalb der CSU-Fraktion war Stierstorfer von 2008 bis 2018 Vorsitzende im Arbeitskreis Eingaben und Beschwerden sowie Mitglied in den beiden Arbeitsgruppen Frauen und Tourismus. Außerdem gehörte sie in dieser Zeit auch dem CSU-Fraktionsvorstand an.
Am 21. März 2018 wurde sie zur Beauftragten der Bayerischen Staatsregierung für Aussiedler und Vertriebene ernannt. Am 8. November 2023 wurde sie in diesem Amt von Petra Loibl abgelöst.
Am 14. Oktober 2018 wurde Sylvia Stierstorfer mit einem Erststimmenanteil von 39,3 % erneut als Direktkandidatin für den Wahlkreis Regensburg-Land in den Bayerischen Landtag gewählt. Zur Landtagswahl 2023 trat sie nach 20 Jahren im Landesparlament nicht erneut an.

## Ehrungen
- 2016: Bayerische Verfassungsmedaille in Silber für ihr umfangreiches politisches Engagement seit 1990, darunter ihre 13-jährige Mitgliedschaft im Landtag.[8]